# 슈퍼 팝
슈퍼 팝(스페인어: Súper Pop)은 스페인 청소년 잡지 중 처음으로 출시되었다. 그것은 청소년을 대상으로 했고 당시의 음악, 영화, 텔레비전 아이돌을 위해 헌신했으며, 30년 이상 스페인에서 사회적 아이콘이 되었으며, 특히 각 번호에 선물을 주고 많은 청소년들의 방을 장식한 거대한 포스터가 유명했다.
첫 번째 호는 1977년에 발행되었으며, 마지막 종이 인쇄물은 2011년 5월 8일에 발행되었으며, 그 날짜로부터 약 한 달에 한 번씩 종이에 게재되는 특별한 모노그래프를 제외한 출판물은 인터넷에서만 매일 무료로 발행되었다.